# Kjell Scherpen
Kjell Scherpen (* 23. Januar 2000 in Emmen) ist ein niederländischer Fußballtorwart. Er steht aktuell bei der Royale Union Saint-Gilloise unter Vertrag.

## Karriere

### Verein
Scherpen kam vom VV Emmen und wechselte 2011 in die gemeinschaftliche Nachwuchsakademie des FC Emmen und des SC Heerenveen, die Voetbalacademie Heerenveen/Emmen. Im November 2017 kam er erstmals für die erste Mannschaft des FC Emmen in der zweiten niederländischen Liga zum Einsatz und stieg am Saisonende mit der Mannschaft in die Eredivisie auf. Gegen Ende der Vorbereitung auf die Saison 2018/19 wurde er zum Stammtorwart ernannt. Scherpen kam dabei in allen 34 Partien zum Einsatz und schaffte mit dem FC Emmen mit dem 14. Platz den direkten Klassenerhalt.
Zur Spielzeit 2019/20 wechselte er zu Ajax Amsterdam und unterschrieb einen Vierjahresvertrag. Da er einige Jahre vorher sich abfällig über den Verein geäußert und angekündigt hatte, zum südholländischen Rivalen Feyenoord Rotterdam zu wechseln, rief die Verpflichtung Fanproteste hervor; der Verein ließ Scherpen in einer scherzhaften PR-Aktion als „Strafarbeit“ mehrmals „Ajax is de mooiste club van Nederland“ schreiben und die Aktion als Video veröffentlichen. Anschließend wurde er fast ausschließlich in der Reservemannschaft Jong Ajax eingesetzt, durfte aber in der Saison 2020/21 seine einzigen beiden Partien in der Eredivisie sowie ein Spiel im nationalen Pokal und der UEFA Europa League für die 1. Mannschaft absolvieren.
Am 16. Juli 2021 gab dann der englische Erstligist Brighton & Hove Albion die Verpflichtung des Torwarts bekannt. In Brighton absolvierte er in seinem ersten Halbjahr aber nur ein Cupspiel. Daher wurde er im Januar 2022 nach Belgien an den KV Ostende verliehen. Für Ostende absolvierte er bis Saisonende sieben Partien in der Division 1A. Zur Saison 2022/23 kehrte er zunächst nach Brighton zurück, ehe er im August 2022 erneut verliehen wurde, diesmal in seine Heimat an Vitesse Arnheim. Für Vitesse spielte er 26 Mal in der Eredivisie. Zur Saison 2023/24 folgte dann die dritte Leihe, diesmal schloss er sich dem österreichischen Bundesligisten SK Sturm Graz an. Während der Leihe kam er zu 16 Einsätzen in der Bundesliga, wobei er das Frühjahr aufgrund eines Kreuzbandrisses verpasste. Mit Sturm holte er das Double. Im Juli 2024 wurde die Leihe anschließend um eine weitere Saison verlängert. Aufgrund eines planmäßigen operativen Eingriffs am Knie – nach dessen Kreuzbandriss im Vorjahr – fiel Scherpen ab Ende November 2024 zumindest für die restlichen vier Partien des Kalenderjahres 2024 aus und wurde in dieser Zeit durch Daniil Chudjakow ersetzt. Bis Saisonende kam er zu 30 Bundesligaeinsätzen, mit Sturm wurde er am Ende der Saison 2024/25 erneut Meister.
Im Juli 2025 verließ er Brighton schließlich endgültig und wechselte zum belgischen Partnerklub Royale Union Saint-Gilloise, bei dem er einen bis 2028 laufenden Vertrag erhielt.

### Nationalmannschaft
Scherpen absolvierte von 2018 bis 2019 sieben Spiele für die niederländische U19-Nationalmannschaft. Anschließend war er zwei Jahre lang in der U-21 aktiv und bestritt dort acht Partien, davon drei in der Gruppenphase der U-21-Europameisterschaft 2021.

## Erfolge
Ajax Amsterdam
- Niederländischer Meister: 2021
- Niederländischer Pokalsieger: 2021

SK Sturm Graz
- Österreichischer Meister: 2024, 2025
- Österreichischer Cupsieger: 2024

persönlich
- Bester Torhüter der Bundesliga: 2025